# Silsersee
Der Silsersee (rätoromanisch Lej da Seglⓘ) – benannt nach der Ortschaft Sils im Engadin/Segl – ist der südwestlichste der drei im Oberengadin liegenden Seen der Engadiner Seenplatte.

## Lage
Der See liegt auf knapp 1800 Meter über Meer zwischen den Ortschaften Sils (nordöstlich) und Maloja (südwestlich). Die Talstrasse zwischen den beiden Orten verläuft am nördlichen, etwas weniger bewaldeten Ufer. Das südliche Ufer ist nicht durchgehend befahrbar. Dort befindet sich auf einer Aufschüttung das Maiensäss Isola. Diese Aufschüttung etwa in der Mitte des südlichen Ufers geschieht durch den Zufluss der Aua da Fedoz aus dem kaum erschlossenen Val Fedoz. Dieses südliche Seitental erstreckt sich südwärts etwa neun Kilometer bis zum Piz Fora. Nördlich des Sees gibt es keine Seitentäler, jedoch das durch einen Heidi-Film bekannte Maiensäss Grevasalvas.

## Freizeit und Verkehr
Der See ist beliebt bei Windsurfern, die durch den Malojawind vom Malojapass her unterstützt werden. Auch gibt es eine Segelschule in Plaun da Lej, und drei- bis viermal täglich legt ein Motorboot in Sils Maria, Chastè, Plaun da Lej, Isola und Maloja an. Diesen Linienverkehr gibt es bereits seit 1907, und seit 50 Jahren steuert das Kursschiff Sils Kapitän Franco, der meint, dass es sich dabei um die höchstgelegene Kursschifflinie Europas handelt.

### Schiffländen
Orte mit Schifflände der Personenschifffahrt:
| Name                       | Seite  | Lage               | ⊙                                          | Bild | Anmerkungen |
| -------------------------- | ------ | ------------------ | ------------------------------------------ | ---- | ----------- |
| Maloja (See)               | West   | Maloja             | !509.7047455546.4082055 46.408205 9.704745 | BW   |             |
| Plaun da Lej (See)         | Nord   | Plaun da Lej       | !509.7266715546.4209575 46.420957 9.726671 | 2021 |             |
| Isola (See)                | Süd    | Maloja             | !509.7322195546.4097805 46.40978 9.732219  | 2011 |             |
| Chastè                     | Ost    | Sils/Segl Baselgia | !509.7495085546.4285815 46.428581 9.749508 | 2021 |             |
| Sils/Segl Maria Barchiröls | Südost | Sils/Segl Baselgia | !509.7542185546.4241705 46.42417 9.754218  | 2011 |             |

## Friedrich Nietzsche
Der deutsche Philosoph Friedrich Nietzsche kam im Juli 1881 erstmals an den See und verbrachte bis 1888 insgesamt sieben Sommer in Sils Maria, wo er im Haus der Familie Durisch ein Zimmer im ersten Stock als Mieter bewohnte und zahlreiche seiner Werke ausarbeitete, unter anderem den zweiten Teil von Also sprach Zarathustra. Er hatte hier in einer nach eigenen Worten «blutsverwandten» Landschaft einen Ort gefunden, der ihm Möglichkeit zu Konzentration und Ruhe in bestem Klima bot. Der Landschaft um den See gab er den Namen «Perla perlissima» («Perle der Perlen»). In seinem damaligen Wohnhaus, dem heutigen Nietzsche-Haus, ist ein Museum untergebracht, in dem unter anderem Originalschriften, Briefe und Erstausgaben besichtigt werden können.

## Silser Kugeln

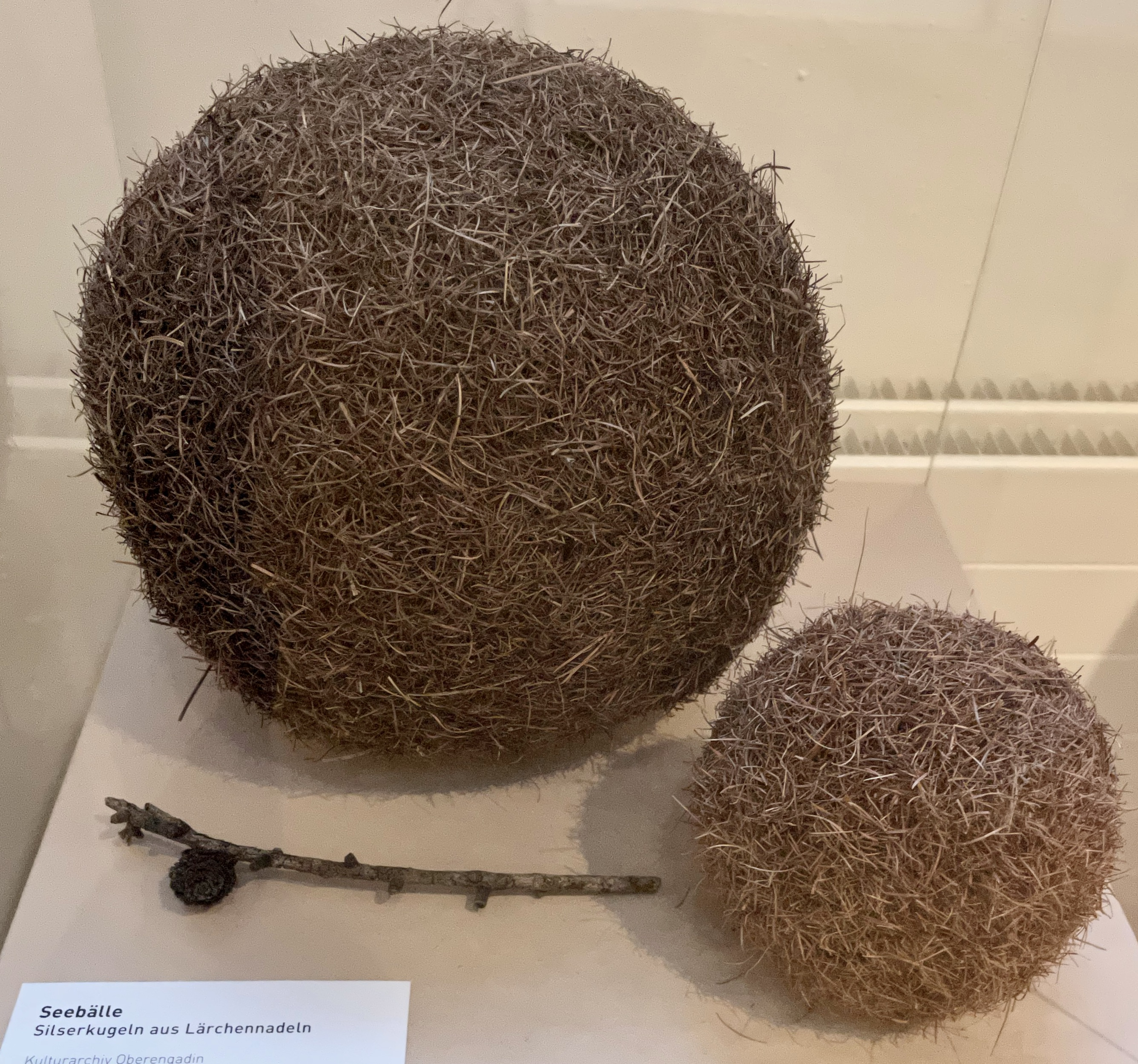
Silser Kugeln im Rätischen Museum Chur

Silser Kugeln sind Zusammenballungen von Lärchennadeln, die einen Durchmesser von bis zu 30 cm erreichen. Im Herbst werden diese Kugeln besonders in den Buchten des Silsersees angeschwemmt. Als Hauptfundort gilt die südlich der Halbinsel Chastè liegende Bucht. Deren Lage bringt es mit sich, dass der von Südwesten kommende oft starke Talwind von der Halbinsel zurückgeworfen wird, so dass in der Bucht eine wirbelnde Wasserbewegung entsteht.
Die Lärchen sind nicht immergrün und werfen ihre Nadeln im Herbst ab. Die Nadeln der ufernahen Bäume fallen in den Silsersee oder werden dorthin geweht. Hat nun eine Welle einen kleinen Haufen treibender Nadeln erfasst und mit sich fortgerissen, so kann die wirbelnde Wasserbewegung die Nadeln am Grunde drehen und so zur Kugel formen. Je nach der Grösse des losgerissenen Stückes Nadelmaterials variiert die Grösse des daraus entstehenden Balles.
Die Bälle bestehen aus ineinander verflochtenen und durch Schlamm verbundenen Lärchennadeln. Sie sind mit etwas Sand, Resten von Schneckengehäusen und anderem Kleinmaterial vermengt. Silser Kugeln sind nur in Sils, nur im Herbst und nur von Lärchennadeln zu finden. Die örtlichen Cafés bieten süsse Silser Kugeln als Konditorei-Spezialität an.
Wie 1996 in Schweiz aktuell im TV-Beitrag Silser Kugel geäussert, weiss bis heute niemand wissenschaftlich genau, wie diese Kugeln entstanden sind. Der Kulturingenieur Fritz Zollinger engagiert sich im 2024 gestarteten Forschungsprojekt um diesem Umstand Abhilfe zu schaffen.

## Grevaselva
1898 liess der Unternehmer Antonio del Curto aus Chiavenna an der Kantonsstrasse am Ufer des Silsersees das Restaurant «Grevasalvas» mit Stall bauen, benannt nach dem Maiensäss Grevasalvas oberhalb Sils und dem Piz Grevasalvas. Baumeister war Giovanni Lisignoli aus Piuro. Im Erdgeschoss war eine Wirtsstube mit Küche und Weinkeller eingerichtet. Eine Aussentreppe führte zu einer Terrasse mit Speisesaal und gehobenen Zimmern, im zweiten Obergeschoss mit einer Holzlaube wohnte die Wirtsfamilie. Der Bau mit einem Dach aus Steinplatten und einem Sockel aus Natursteinen war reich bemalt.  1951 kaufte es Edoardo Giovanoli aus Soglio. Seither ist es im Besitz der Familie Walther und heisst «Hotel Cristallina».

## Bilder

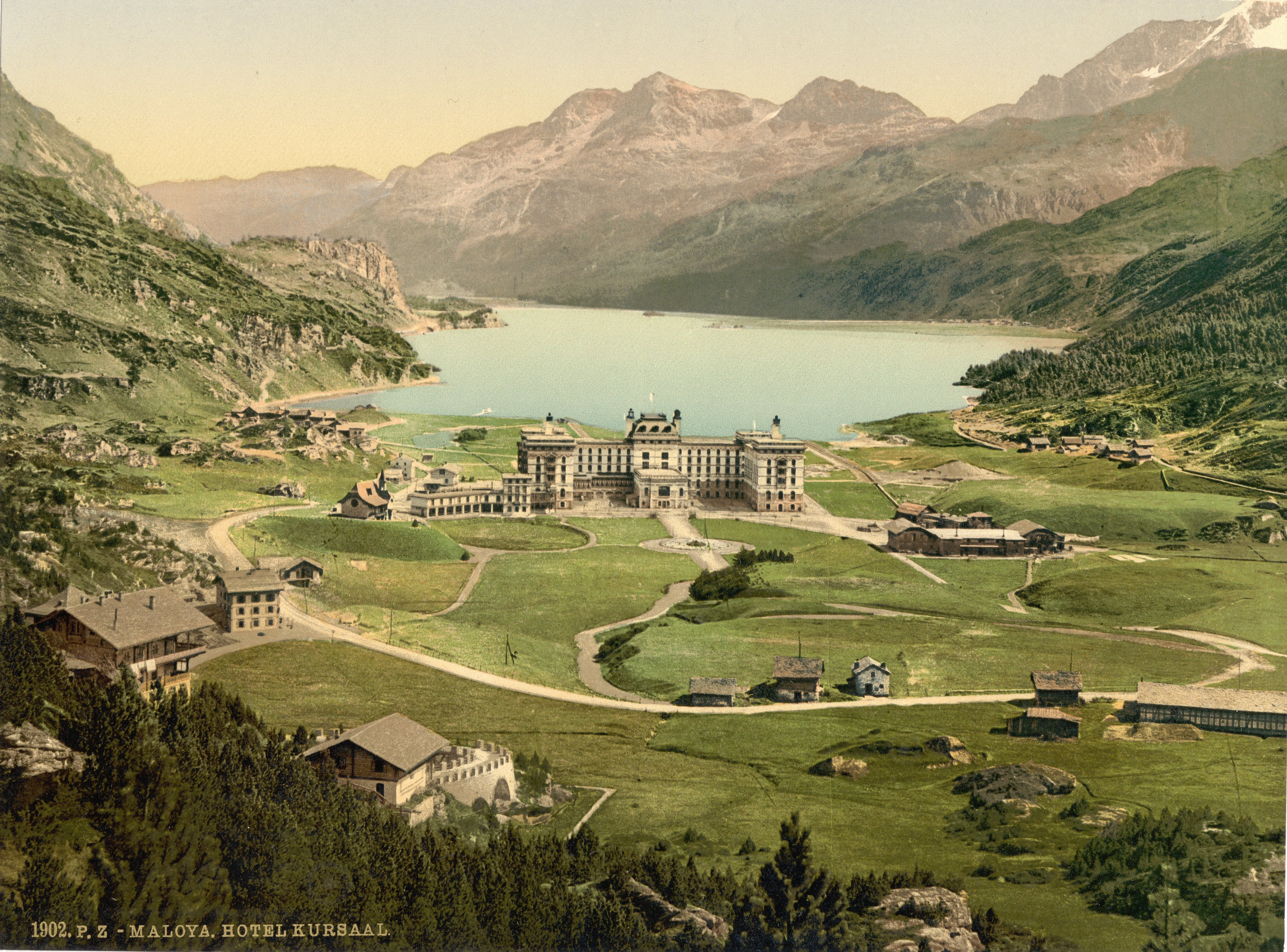
Maloja und der Silsersee um 1900
Werbeplakat von 1916
Silsersee, Bernina, historisches Luftbild von  Werner Friedli (1947)
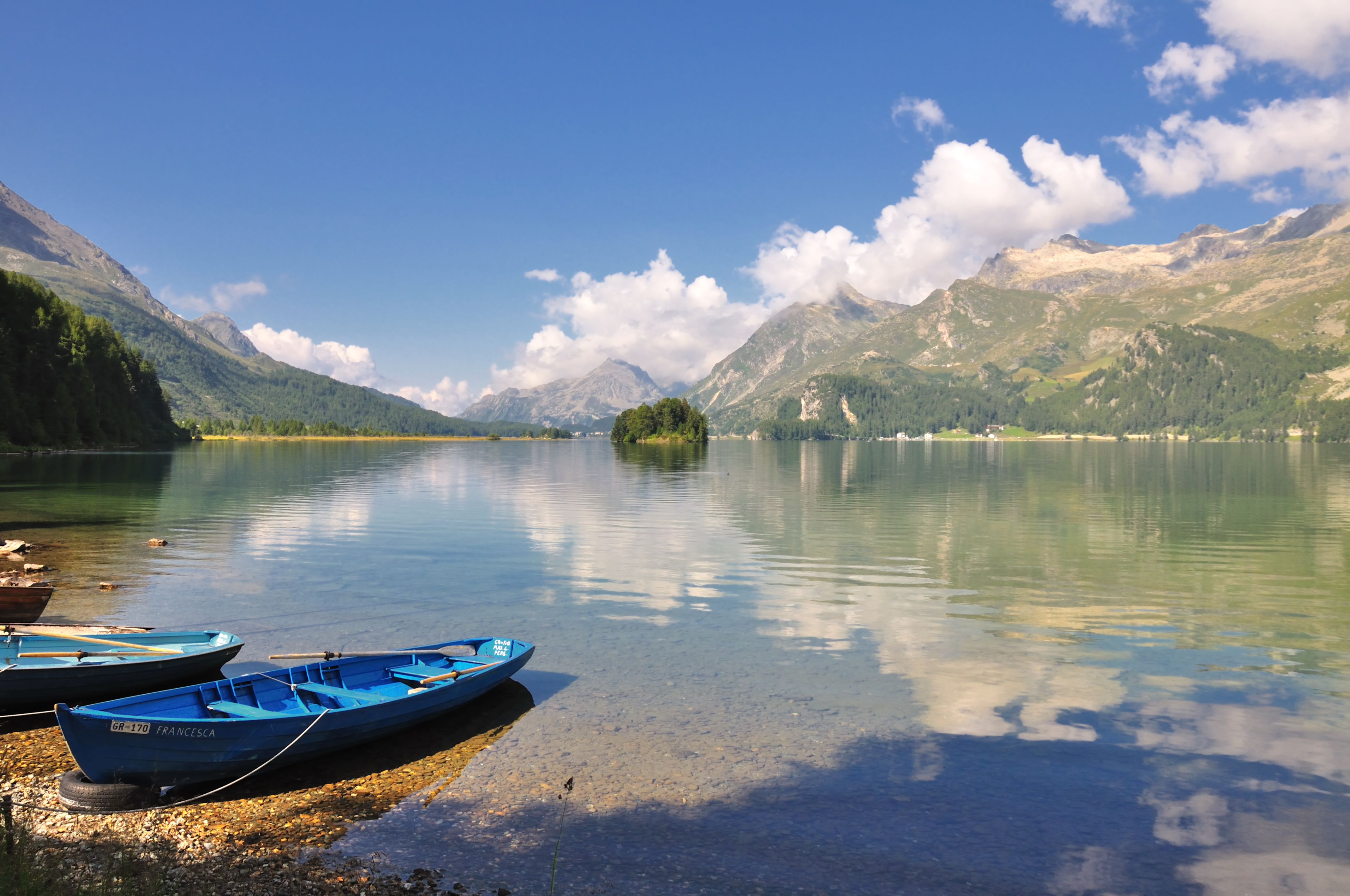
Blick Richtung Maloja (2011)
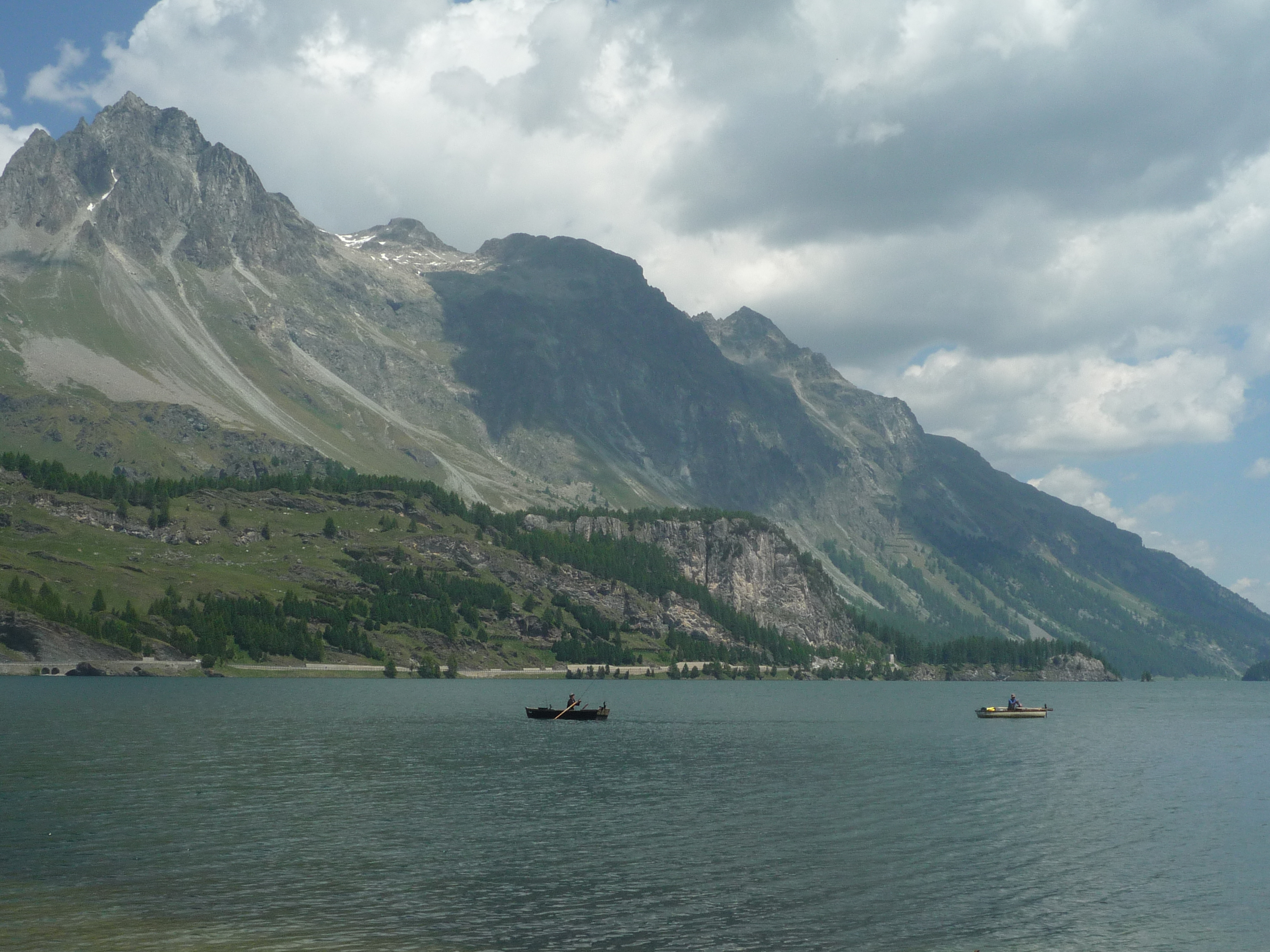
Das nördliche Ufer – auf einer Anhöhe links hinter der ersten Stufe befindet sich Grevasalvas
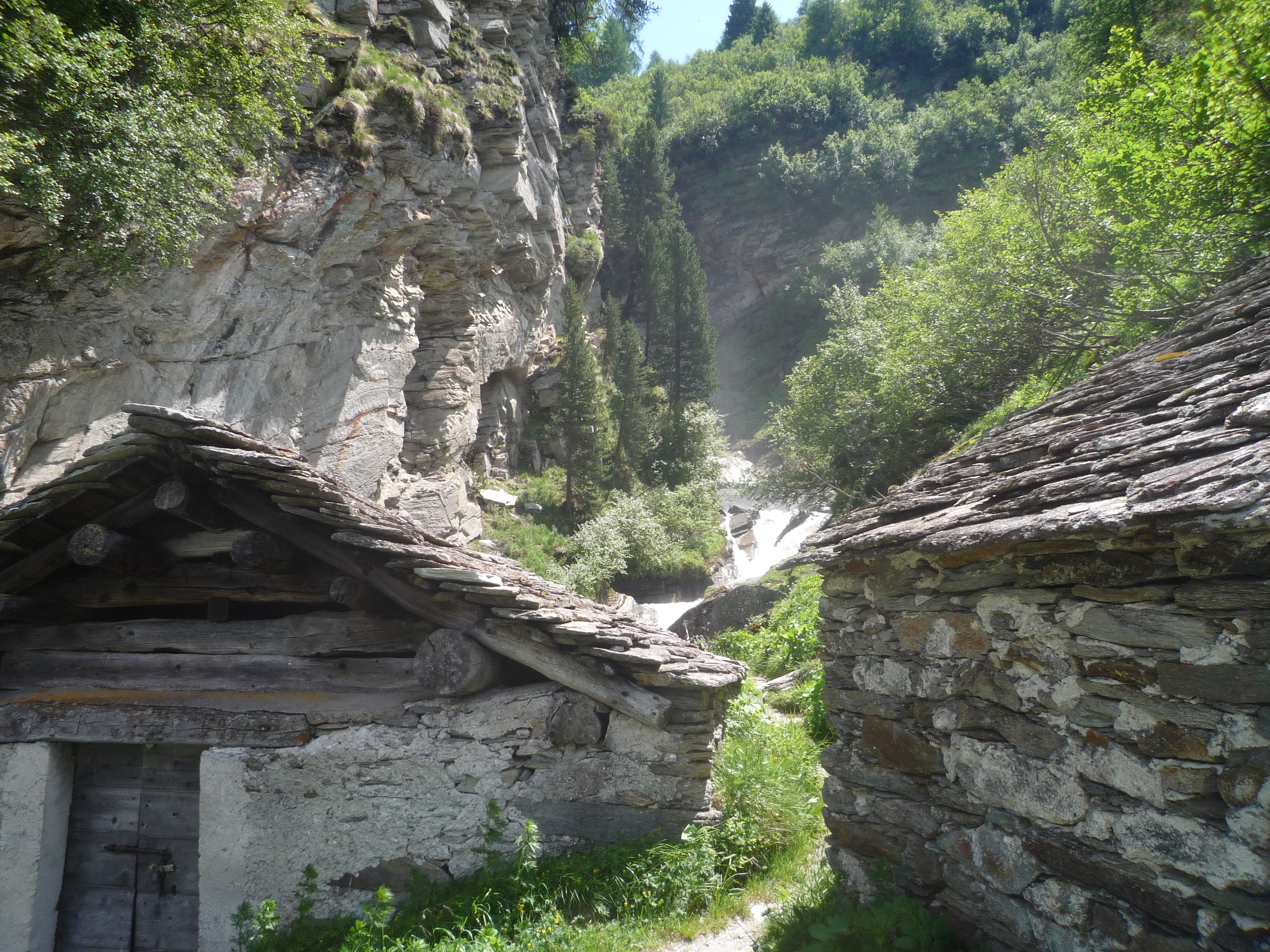
Bei den alten Ställen von Isola mündet das Val Fedoz